# Lonestar (album)
Lonestar è il primo ed eponimo album in studio del gruppo di musica country statunitense Lonestar, pubblicato nel 1995.

## Tracce
1. Heartbroke Every Day (Bill LaBounty, Rick Vincent, Cam King) - 3:07
2. Tequila Talkin' (LaBounty, Chris Waters) - 3:24
3. I Love the Way You Do That (John Rich, Don Cook, Wally Wilson) - 3:51
4. Runnin' Away with My Heart (Michael Britt, Sam Hogin, Mark D. Sanders) - 3:30
5. What Would It Take (Billy Lawson, Hogin, Wilson) - 3:12
6. Does Your Daddy Know About Me (Rich, Larry Boone, Paul Nelson) - 3:01
7. Ragtop Cadillac (Lawson) - 2:30
8. No News (Hogin, Phil Barnhart, Sanders) - 2:53
9. Paradise Knife and Gun Club (Chick Rains) - 3:56
10. When Cowboys Didn't Dance (Richie McDonald, Kyle Green) - 3:58